# ارتش اول (بریتانیا)
ارتش اول بریتانیا (انگلیسی: First Army) ارتش میدانی نیروی زمینی بریتانیا است، که در سال ۱۹۱۴ تأسیس شد و در سال ۱۹۴۳ منحل گردید.
تشکیلاتی از ارتش بریتانیا بود که در طول جنگ‌های جهانی اول و دوم وجود داشت. ارتش اول شامل نیروهای هندی و پرتغالی در طول جنگ جهانی اول و واحدهای آمریکایی و فرانسوی در طول جنگ جهانی دوم بود.